# Francesco Antonio Bagnato
Francesco Antonio Bagnato (Altshausen, 15 giugno 1731 – 17 giugno 1810) è stato un architetto tedesco, di origine italiana; fu un protagonista dell'architettura tardo-barocca nel Württemberg.

## Biografia
Franz Ignaz Anton era figlio di Giovanni Gaspare Bagnato, architetto dell'Ordine teutonico e cominciò a collaborare con il padre occupandosi dell'apparato decorativo a stucco (stemmi araldici, cornici) come nei lavori alla chiesa di S. Biagio a Ehingen. Alla morte del padre, nel 1757, seguì il completamento dei cantieri incompiuti, come ad Altshausen, ove eseguì l'orangerie del castello. Oltre che per i cavalieri teutonici (ereditò dal padre il titolo di architetto dell'Ordine per il baliato di Svevia-Alsazia-Borgogna) lavorò anche per il Principe Vescovo di Costanza.
I suoi incarichi gli consentirono un elevato rango nella società di Altshausen, dove continuò a vivere. Il suo ruolo all'interno dell'Ordine teutonico lo rese supervisore e progettista dei progetti per un'area molto vasta, rendendo spesso difficile riconoscere gli apporti diretti.
Il suo stile è caratterizzato dalla sobrietà dei partiti architettonici sulle orme delle idee paterne, tanto che in molte opere in comune è difficile riconoscere il suo apporto.
Continuò anche l'attività di decoratore come nel castello di Mergentheim (sala del capitolo), tendente a moderato classicismo.

## Opere

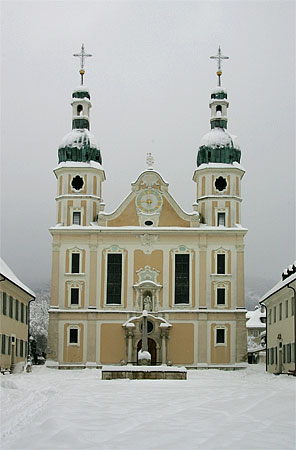
facciata della chiesa di Arlesheim

- Orangerie del castello di Altshausen
- Castello Nuovo e cappella del seminario di Meersburg
- Ristrutturazione della chiesa di Arlesheim
- Chiesa parrocchiale di Oberdischingen
- Chiesa parrocchiale di Sant'Urbano a Herten
- Chiesa parrocchiale di Albbruck-Birndorf
- Chiesa parrocchiale di Sauldorf-Rast.
- Castello Bürgeln a Schliengen
- Castello a Rimsingen
- Castello di Achstetten
- Castello Fugger a Oberkirchberg
- Edificio dei Cavalieri Teutonici a Wangen im Allgäu
- Granaio a Überlingen
- Edificio doganale a Waldstetten (Günz).
- Porta dell'edificio dei Cavalieri Teutonici a Friburgo in Brisgovia
- Progetto del castello di Hohenfels sopra Kalkofen